# Corypha umbraculifera
Corypha umbraculifera, còn gọi là cây lá buông, cọ talipot, cây lá bối, bối đa thụ..., là loài cọ nguồn gốc từ miền đông và miền nam Ấn Độ và Sri Lanka. Nó cũng được trồng tại Campuchia, Myanmar, Trung Quốc, Thái Lan và quần đảo Andaman. Đây là loài thực vật có hoa với cụm hoa lớn nhất thế giới.

## Mô tả
Corypha umbraculifera là một trong những loài cọ lớn nhất với những cá thể đạt thể chiều cao 25 m (82 ft) và thân cây có đường kính 1.3 m (4.25 ft).
Chúng có cụm hoa lớn nhất trong các loài thực vật, dài 6–8 m (20–26 ft), có khi gồm nhiều triệu bông hoa nhỏ. Loài cây này chỉ ra hoa một lần, khi chúng đã 30 tới 80 tuổi. Cần một năm để quả chín, tạo nên hàng nghìn quả tròn, màu vàng-lục đường kính 3–4 cm (1,2-1,6 in), mỗi quả gồm một hạt đơn. Cây chết sau khi ra quả.

## Sử dụng
Theo dòng lịch sử, những chiếc lá của loài cọ này được sử dụng làm vật liệu để viết trong các nền văn hóa Nam Á và Đông Nam Á khác nhau bằng bút trâm để tạo ra các bản chép tay lá cọ. Người Trung Quốc gọi loài cọ này là bối đa thụ (貝多樹) hay bối đa la thụ (貝多羅樹). Trong Phật giáo người ta chép kinh văn trên lá của loài cọ này và gọi kinh văn đó là bối diệp kinh (貝葉經) hay kinh lá bối. Ở Philippines, nó được biết đến với tên địa phương là buri hoặc buli. Lá cũng được sử dụng để lợp mái nhà cửa, và nhựa cây được khai thác để làm rượu cọ. Ở miền nam Ấn Độ, lá cọ được sử dụng để làm ô (dù) che cho nông dân. Cây được gọi là kudapana (കുടപ്പന) trong tiếng Malayalam, talo (/ tɑːloʊ /, ତାଳ) trong tiếng Odia và kudaipanai (குடைப்பனை) trong tiếng Tamil, có nghĩa là cây cọ ô/cọ dù. Cây được người Sinhala bản địa ở Sri Lanka gọi là tala (තලා).